# سیاهرگ عمقی
سیاهرگ عُمقی به سیاهرگ‌هایی گفته می‌شود که در نقاطی ژرف‌تر نسبت به سطح بدن یافت می‌شوند. این رگ‌ها در تضاد با سیاهرگ‌های سطحی است که در نزدیکی سطح بدن جای گرفته‌اند.
سیاهرگ‌های عمقی تقریباً همیشه در کنار سرخرگی با همین نام هستند (مانند سیاهرگ رانی که در کنار سرخرگ رانی جای دارد). در مجموع این سیاهرگ‌ها بیشتر خون بازگشتی را در بر دارند. انسداد سیاهرگ عمقی می‌تواند زندگی فرد را تهدید کند و بیشتر اوقات ناشی از ترومبوز اشت. به انسداد سیاهرگ عمقی در اثر ترومبوز، ترومبوز سیاهرگی عمقی گفته می‌شود.
انجام عمل یا هرگونه فعالیت پزشکی با این رگ‌ها به دلیل موقعیت‌شان در زیر بافت و ماهیچه‌ها دشوار است.

### اندام فوقانی
- سیاهرگ گردنی درونی

- سیاهرگ بازویی
- سیاهرگ زیربغلی
- سیاهرگ زیرترقوه‌ای

### اندام تحتانی
- سیاهرگ مشترک استخوان ران
- سیاهرگ رانی
- سیاهرگ عمیق رانی
- سیاهرگ پشت‌زانویی (پوپلیتئال)
- سیاهرگ نازک‌نئی (پرونئال)
- سیاهرگ درشت‌نئی پیشین
- سیاهرگ درشت‌نئی پسین